# Walewice (Łowicz)
Pour les articles homonymes, voir Walewice.
Walewice est un village de la gmina de Bielawy, du powiat de Łowicz, dans la voïvodie de Łódź, au centre de la Pologne.
Le village est à environ 19 kilomètres à l'ouest de Łowicz (siège du powiat) et 39 kilomètres au nord de Łódź (capitale de la voïvodie). Il s'y trouve le haras national de Walewice.
Sa population s'élevait à 326 habitants en 2011.

## Administration
De 1975 à 1998, le village était attaché administrativement à l'ancienne voïvodie de Skierniewice.
Depuis 1999, il fait partie de la nouvelle voïvodie de Łódź.

## Galerie

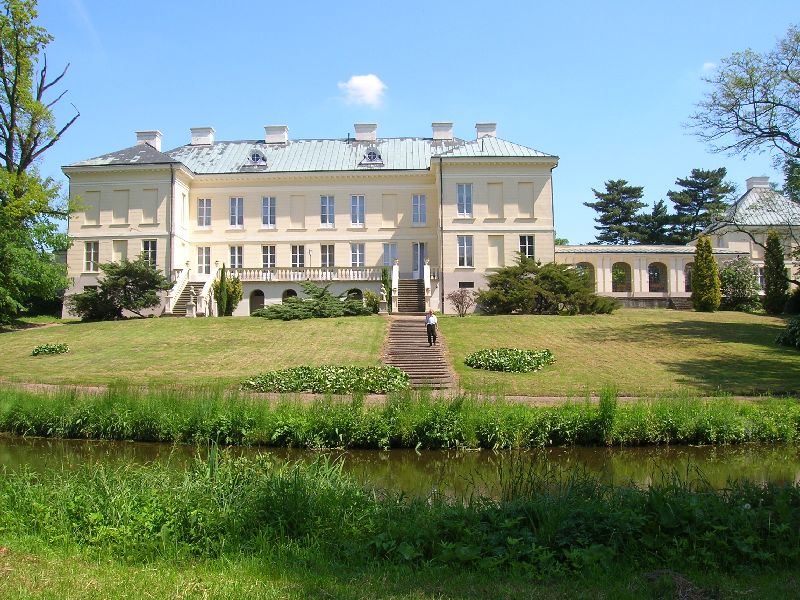
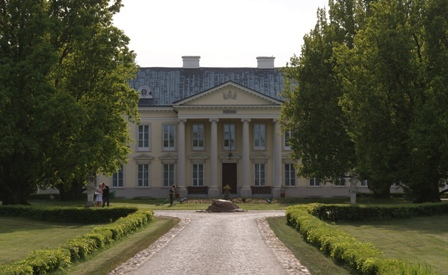
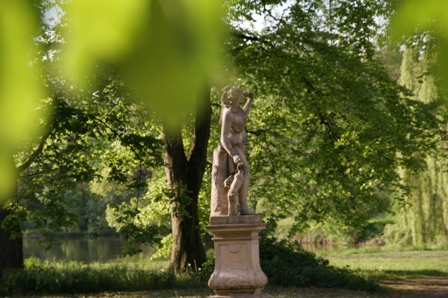
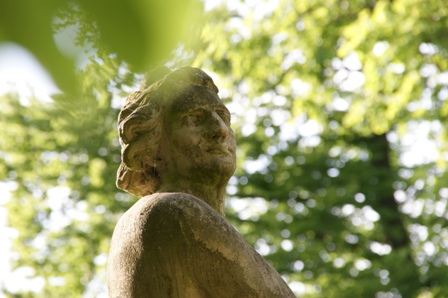

Quelques vues du Palais de Walewice